# 半江桥
半江桥，位于中国广东省佛山市三水区河口街道办北岸，建于1936年，1983年公布为三水市文物保护单位，2006年10月25日列入第四批佛山市文物保护单位。